# The Jazz Version of "How to Succeed in Business without Really Trying"
| Recensione | Giudizio |
| ---------- | -------- |
| AllMusic   |          |

The Jazz Version of "How to Succeed in Business without Really Trying" è l'album discografico di debutto del vibrafonista, arrangiatore e caporchestra statunitense Gary McFarland (a nome The Gary McFarland Orchestra), pubblicato dalla casa discografica Verve Records nel dicembre del 1961.

## Tracce

### LP
Lato A
Musiche di Frank Loesser.
1. How to Succeed in Business without Really Trying – 6:11 – Registrato il 14 novembre 1961
2. Paris Original – 4:00 – Registrato il 15 novembre 1961
3. Love from a Heart of Gold – 3:30 – Registrato l'8 novembre 1961
4. Grand Old Ivy – 3:39 – Registrato il 14 novembre 1961

Lato B
Musiche di Frank Loesser.
1. Brotherhood of Man – 5:17 – Registrato il 15 novembre 1961
2. I Believe in You – 6:03 – Registrato il 15 novembre 1961
3. Grand Old Ivy - Part II – 3:30 – Registrato l'8 novembre 1961
4. Happy to Keep His Dinner Warm – 4:27 – Registrato il 14 novembre 1961

## Musicisti
How to Succeed in Business without Really Trying / Grand Old Ivy / Happy to Keep His Dinner Warm
- Gary McFarland – vibrafono, arrangiamenti, conduzione orchestra
- Doc Severinsen – tromba
- Joe Newman – tromba
- Herb Pomeroy – tromba
- Clark Terry – tromba
- Bob Brookmeyer – trombone
- Willie Dennis – trombone
- Billy Byers – trombone
- Ed Wasserman – clarinetto
- Al Cohn – sassofono tenore, clarinetto
- Oliver Nelson – sassofono tenore
- Phil Woods – sassofono alto, clarinetto
- Sol Schlinger – sassofono baritono, clarinetto basso
- Hank Jones – pianoforte
- Kenny Burrell – chitarra
- Joe Benjamin – contrabbasso
- Osie Johnson – batteria

Paris Original / Brotherhood of Man / I Believe in You
- Gary McFarland – arrangiamenti, conduzione orchestra
- Doc Severinsen – tromba
- Bernie Glow – tromba
- Herb Pomeroy – tromba
- Clark Terry – tromba
- Bob Brookmeyer – trombone
- Willie Dennis – trombone
- Billy Byers – trombone
- Ed Wasserman – clarinetto
- Al Cohn – sassofono tenore
- Oliver Nelson – sassofono tenore
- Phil Woods – sassofono alto
- Sol Schlinger – sassofono baritono
- Hank Jones – pianoforte
- Jim Hall – chitarra
- George Duvivier – contrabbasso
- Mel Lewis – batteria

Love from a Heart of Gold / Grand Old Ivy - Part II
- Gary McFarland – arrangiamenti, conduzione orchestra
- Doc Severinsen – tromba
- Bernie Glow – tromba
- Herb Pomeroy – tromba
- Clark Terry – tromba
- Bob Brookmeyer – trombone
- Willie Dennis – trombone
- Billy Byers – trombone
- Ed Wasserman – clarinetto
- Al Cohn – sassofono tenore
- Oliver Nelson – sassofono tenore
- Phil Woods – sassofono alto
- Sol Schlinger – sassofono baritono
- Hank Jones – pianoforte
- Jim Hall – chitarra
- George Duvivier – contrabbasso
- Mel Lewis – batteria

Note aggiuntive
- Creed Taylor – produttore
- Registrazioni effettuate a New York City l'8, 14 e 15 novembre 1961
- Bob Simpson – ingegnere delle registrazioni
- Carl Fischer – foto copertina album originale
- Martin Williams – note retrocopertina album originale [3]